# Oryzias sakaizumii
Oryzias sakaizumii (japanisch キタノメダカ Kita-no-medaka) ist ein Fisch aus der Gattung der Reiskärpflinge (Oryzias),  Medaka oder Japanischer Reisfisch oder Reiskärpfling sowie auf Vorschlag der Erstbeschreiber Nördlicher Medaka (Northern medaka) genannt, in der Familie der Reisfische (Adrianichthyidae). Aus ihm und aus Oryzias latipes entwickelte Zuchtformen sind als Aquarienfische von Bedeutung. Im Jahr 2012 wurden  die Art Oryzias sakaizumii von Asai, Senou & Hosoya erstbeschrieben und von der südlichen Art Japans Oryzias latipes getrennt.

## Namensherkunft
Oryzias sakaizumii ist vom Artepithet her zu Ehren von Dr. Mitsuru Sakaizumi benannt, einem Molekulargenetiker an der Universität Niigata, der Pionierarbeit auf dem Gebiet der molekularen phylogenetischen Untersuchung japanischer Reisfische geleistet hat. Die Gattungsbezeichnung Oryzias stammt vom griechischen oryza = Reis und weist auf das Habitat hin, das die Fischgattung bewohnt.

## Merkmale
Oryzias sakaizumii erreicht eine Maximallänge von 3,7 Zentimetern. Der Körper ist seitlich abgeflacht, der Kopf macht etwa ein Viertel der Standardlänge aus. Das Maul ist endständig mit etwa gleich langen Kiefern oder etwas längerem Unterkiefer. Die Augen sind mittelgroß und ragen nicht über die Kopfoberseite. Ein dichtes Netz von Pigmentzellen (Melanophoren) erstreckt sich bei beiden Geschlechtern entlang jedes Schuppenrandes auf der Körperoberfläche. Ausgeprägte unregelmäßige schwarze Flecken befinden sich auf dem hinteren Teil der Körperseite; und mehrere silbrige Schuppen in Flecken auf dem hinteren Teil des Körpers. Der Körper ist transparent, hellbraun, und mit winzigen Melanophoren gespickt. Im Allgemeinen sind alle Flossen und der Bauch hellgelb gefärbt. Die Schwanzflosse ist mit gelblichen dorsalen und ventralen Bändern versehen. Von hinten gesehen leuchtet das Auge silbrig-blau.

### Geschlechtsunterschiede

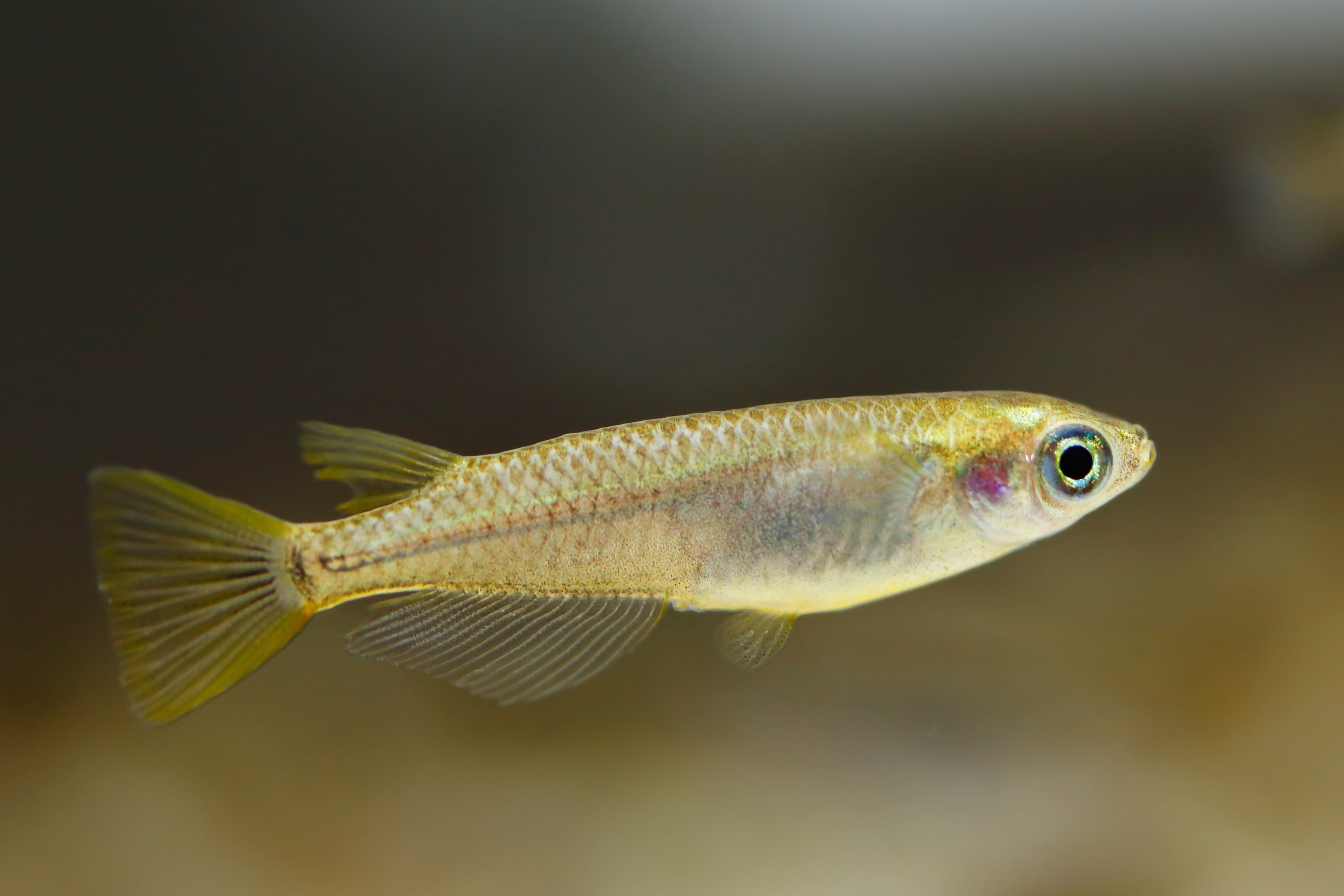
Männlicher Oryzias sakaizumii
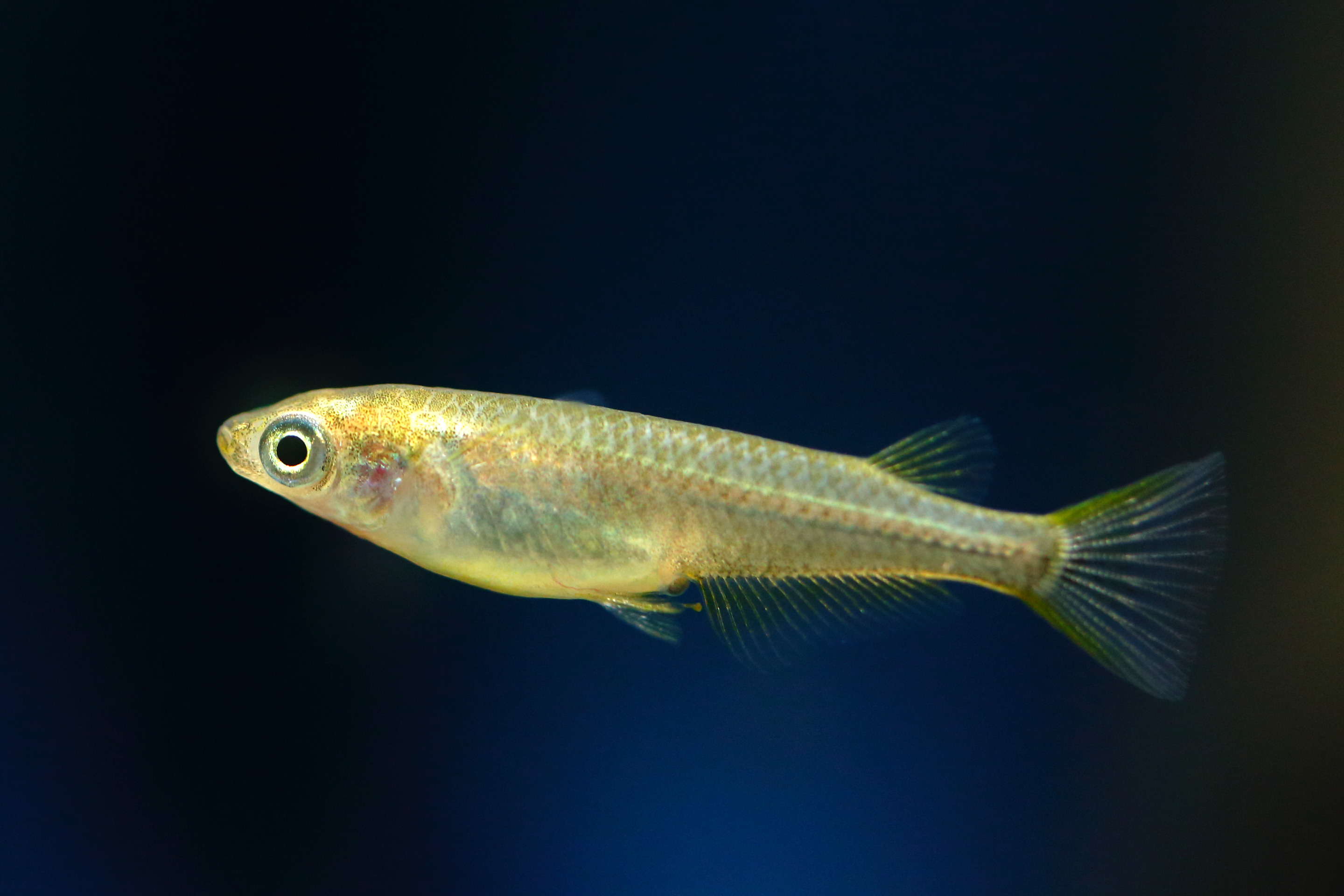
Weiblicher Oryzias sakaizumii

Wie bei Orayzias latipes sind beim Männchen die Strahlen der Rückenflosse fadenförmig
verlängert und die Membran zwischen den Rückenflossen 5 und 6 ist gekerbt, während diese bei den Weibchen nicht verlängert und gekerbt sind. Auch alle Strahlen der Afterflosse sind bei den Männchen deutlich verlängert.

### Unterschiede zuOryzias latipes
Im Gegensatz zu Oryzias latipes hat Oryzias sakaizumii ausgeprägte unregelmäßige schwarze Flecken auf dem hinteren Teil der Körperseite. Bei Oryzias latipes fehlen diese völlig. Oryzias sakaizumii unterscheidet sich außerdem von seinem japanischen Verwandten Oryzias latipes durch eine leicht gekerbte Membran zwischen den Rückenflossen-Flossenstrahlen 5 und 6
bei den Männchen, die im Unterschied hierzu bei Oryzias latipes stark gekerbt ist. Ein weiterer Unterschied besteht darin, dass bei Oryzias sakaizumii das Netz von Melanophoren auf der Körperoberfläche dicht ist, während es bei Oryzias latipes lediglich diffus ausgeprägt ist. Bei Oryzias sakaizumii sind mehrere silbrige Schuppen in Flecken auf dem hinteren Teil des Körpers angeordnet. Im Gegensatz hierzu hat Oryzias latipes nur wenige solche Schuppen aufzuweisen.

## Vorkommen und Gefährdungsstatus

Verbreitungsgebiet von Nördlichem (Oryzias sakaizumii) und Südlichem (Oryzias latipes) Medaka in Japan

Oryzias sakaizumii kommt im Süßwasser entlang der Küste des Japanischen Meeres in der nördlichen Hälfte von Honshu und an der Pazifikküste von Momoishi in der Präfektur Aomori bis zur Präfektur Hyōgo um Tango im Bezirk Tajima vor. Die westliche Verbreitungsgrenze ist Hamasaka.
Die Wildpopulationen von Oryzias sakaizumii gehen stark zurück, das Verbreitungsgebiet dieser Art weist inzwischen Lücken auf und Fische dieser Art können immer seltener gefangen und nachgewiesen werden. Negativ wirken sich zum einen Flurbereinigungen auf Reisfeldern aus wie damit verbundene Umgestaltungen des Bodens und Betonauskleidungen von Bewässerungskanälen, zum anderen der Einsatz von Pestiziden und schließlich Konkurrenz durch gebietsfremde invasive Arten. Zum Beispiel wurde der Koboldkärpfling (Gambusia affinis) in den Lebensraum von Oryzias sakaizumii eingeführt und auch der Forellenbarsch (Micropterus salmoides). Oryzias sakaizumii wurde in der Präfektur Fukui als bedroht II eingestuft, in der Präfektur Niigata als nahezu bedroht und gilt in der Präfektur Aomori als eine wichtige seltene Wildart. Auf der Roten Liste Japans wird die Art als gefährdet gelistet. Von der IUCN wird sie dagegen als nicht gefährdet, jedoch mit negativem Populationstrend, eingestuft.
Wie auch bei Oryzias latipes sind Wildpopulationen durch Aussetzen von Zuchtformen bedroht. Zuchtformen weisen jedoch andere Eigenschaften aus als Wildformen. In Gebieten, in denen Zuchtformen ausgesetzt werden, steigt die Zahl an Hybriden zwischen Zuchtformen und der reinen Art mit fortschreitender Hybridisierung immer weiter an. Diadurch besteht die Gefahr, dass reine Wildformen dort verschwinden werden. Die Japanische Medaka-Gesellschaft (Japan Medaka Association; J.M.A.) versucht, durch Aufklärung und weitere Maßnahmen dem entgegenzuwirken.

## Hybridpopulationen
Genetische Hybridpopulationen oder nach anderer Ansicht „Grenzpopulationen“ („boundary populations“) existieren an den Grenzen der Verbreitung der beiden Arten. Sie sind im Einzugsgebiet des Flusses Maruyama, Präfektur Hyōgo und um Kumihama, Amino, Präfektur Kyoto zu finden.

## Lebensraum
Oryzias sakaizumii bevorzugt Teiche, Sümpfe und Bäche, und kommt auch in Bewässerungskanälen inmitten von Reisfeldern und in flachen Schwemmlandniederungen vor. Die Art ist speziell an aquatisches Leben in temporären Auenfeuchtgebieten angepasst.

## Lebensweise

### Fortpflanzung
Wie auch sein eng verwandter Verwandter Oryzias latipes legt ein Weibchen von Oryzias  sakaizumii etwa zwanzig kugelförmige Eier pro Tag über einige Monate von Anfang Mai bis Anfang September. Die abgelaichten Eier hängen eine Zeit lang mit Anheftungsfäden an der Bauchregion des Weibchens zwischen den Beckenflossen und dem vorderen Teil der Afterflosse („Laichtraube“). Danach werden die meisten der von den Weibchen getragenen Eier auf Pflanzen abgerieben. Die restlichen Eier können auf den Boden fallen. Das Schlüpfen erfolgt innerhalb weniger Wochen. All dies ist ebenfalls kein Unterschied zu Oryzias latipes.

### Verhalten
Wie Oryzias latipes lebt auch diese Art gesellig und sucht an sonnigen, warmen Nachmittagen dicht unter der Wasseroberfläche aktiv nach Nahrung. Im Gegensatz dazu hält sie sich im Winter
und an regnerischen, bewölkten und kalten Tagen unter untergetauchtem Sediment wie abgesunkenen Laubblättern auf.

### Lebenserwartung
Diese Art hat in freier Wildbahn eine Lebenserwartung von nur einem Jahr, während sie in Gefangenschaft einige Jahre alt werden kann.

## Zuchtformen, Haltung und Zucht

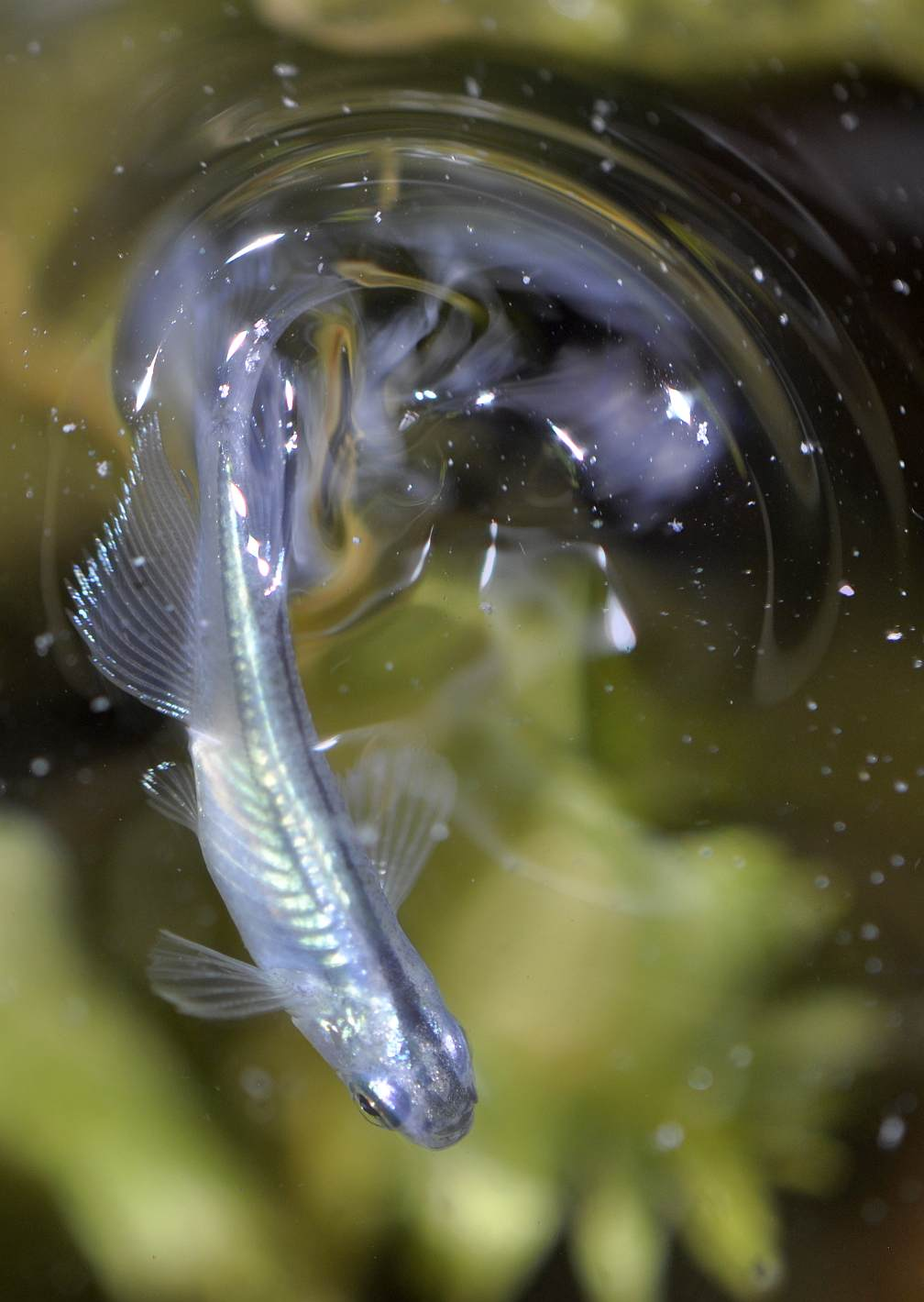
Medaka Farbform „Miyuki Blue“, Männchen

### Zuchtformen und Haltung
Liebhaber züchteten vielerlei Farbformen, wobei da auch Oryzias latipes mit verwendet wurde. Medaka sind im Aquarium und wenn es die Witterung erlaubt auch in Minteichen und außen stehenden Behältern leicht zu pflegen. Der bevorzugte pH-Wert liegt zwischen 7,0 und 8,0 pH, der bevorzugte Härtegrad bei 9 - 19 °dH (Grad deutscher Härte), eine Haltung in Brackwasser ist ebenfalls möglich. Der pH-Wert sollte nicht viel tiefer als 7 fallen.

### Zucht
Medaka sind bei konstant warmer Temperatur nach zwei bis drei Monaten geschlechtsreif, so dass in einem Jahr mehrere Generationen gezüchtet werden können. Die Weibchen tragen ihre Eier noch einige Zeit lang als Traube unter dem After mit sich herum, bevor sie sich in Zonen dichten Bewuchses oder an Wurzeln von Schwimmpflanzen oder zu einem künstlichen Laichmedium wie einem Laichmopp begeben, um dort ihre Eier abzustreifen. Die Eier sind robust und können ohne großen Aufwand versendet werden.